# 京南水电站
京南水电站位于中国广西壮族自治区苍梧县京南镇以北约7千米处，是桂江梯级开发规划的倒数第二级水电站。电站工程于1993年开工，2000年竣工验收。整个水利枢纽由重力溢流坝、重力接头坝、河床式电站厂房、船闸4部分组成。接头坝总长443米，坝高33.2米；溢流坝总长277米。电站装机容量69兆瓦，年均发电量2.88亿千瓦时。电站水库库容2.43亿立方米，水面面积11.6平方千米，回水长24.5千米。